# Романенко Олександр Трохимович (актор)
Романенко Олександр Трохимович (* 1895 — ?) — драматичний і кіноактор, живописець-аматор і співак. Автор низки статей у УРЕ та УРЕС. Боєць ЧОНу. Чоловік Ірини Стешенко.

## З життєпису
Сценічну кар'єру почав у Театрі імені І. Франка: (1922), згодом актор у Державному драматичному подільському театрі. У 1924-25 роках — у «Березолі» (1926 — 1933) і знову в Театрі ім. І. Франка на характерних ролях: Петренко і Мирон Горлов («В степах України», «Фронт» О. Корнійчука), Лавро («Остання жертва» О. Островського); співав басові партії у Подільському театрі (батько у «Катерині» М. Аркаса).
Посмертно нагороджений Літературною премією імені Дмитра Загула (2008).